# Rhinoderma rufum
Rhinoderma rufum hay còn gọi là ếch Darwin Chile là một trong 2 loài duy nhất trong họ Rhinodermatidae. Nó là loài đặc hữu của Chile.